# Floor van Liemt
Floor Annette (Floor) van Liemt (Enschede, 29 maart 1997 – Loenen aan de Vecht, 31 december 2021) was een Nederlands schrijfster en columniste. Zij kreeg op 20-jarige leeftijd de diagnose uitgezaaide longkanker,  schreef hierover een boek en hield voor het NRC een dagboek bij over haar ziekte.

## Biografie
Van Liemt groeide op in de Overijsselse stad Delden. Ze studeerde rechten in Utrecht toen ze op 11 december 2017 te horen kreeg dat ze stadium 4 longkanker had – veroorzaakt door genmutatie – en genezing niet meer mogelijk was.
In 2018 schreef ze voor het NRC Handelsblad in tien afleveringen een dagboek over haar ervaringen, waarmee ze de jongste NRC-columnist ooit werd. In datzelfde jaar kwam haar non-fictieboek Witte Raaf uit bij Querido, de titel een verwijzing naar de bijnaam die de doctoren haar gaven omdat haar situatie uitzonderlijk was.
In 2019 richtte van Liemt de stichting F|Fort Foundation op, die zich inzet voor jongvolwassenen die de diagnose kanker krijgen. Samen met fotograaf Loet Koreman maakte ze in 2021 het fotoboek De Gemene Deler, waarin elf jongvolwassenen met kanker werden geportretteerd.
Ze overleed in Loenen aan de Vecht op oudejaarsdag op 24-jarige leeftijd.